# فرودگاه فرا
فرودگاه فرا (به انگلیسی: Fera Airport) یک فرودگاه با کد یاتا FRE است . این فرودگاه در کشور جزایر سلیمان قرار دارد .